# عاطف منصف
العقيد: عاطف منصف، عسكري مصري، كان قائد اللواء 85 مظلات، خلال حرب أكتوبر 1973.